# Gustaf Aulén
Gustaf Emanuel Hildebrand Aulén (Ljungby (Svédország, Kalmar megye), 1879. május 15. – 1977. december 16.) a Svéd Evangélikus Egyház püspöke Strängnäsben, teológus, a Christus Victor című könyv szerzője, amely a kortárs teológiában a megbékélés-tanra még mindig jelentős hatást gyakorol.

## Christus Victor
A könyvet 1930-ban adták ki, angol fordítása 1931-ben készült el. Aulén könyvében az Isten és az ember közötti viszony rendeződésének, gyógyulásának vagyis a megbékélés-tannak három irányzatát vázolja fel. 1. Görög típusú, vagy klasszikus. 2. Latin típusú, vagy skolasztikus, amelyet Canterbury Anselmus foglalt össze. 3. Humanizáló típusú, vagy idealisztikus, amelyet Pierre Abélard fejtett ki. Aulén a klasszikus típus képviselője, amely szerint a megbékélést Krisztusnak a Gonosz felett aratott győzelme hozta el, Isten benne békítette meg a világot magával.